# فرودگاه استکهلم-بروما
فرودگاه استکهلم-بروما (به انگلیسی: Stockholm-Bromma Airport) (به زبان بومی: Stockholm-Bromma flygplats) یک فرودگاه همگانی مسافربری با کد یاتا BMA است که یک باند فرود آسفالت دارد و طول باند آن ۱۶۶۸ متر است. این فرودگاه در شهر استکهلم کشور سوئد قرار دارد و در ارتفاع ۱۴ متری از سطح دریا واقع شده است.

## شرکت‌های هواپیمایی و مقصدهای پروازی
| شرکت‌های هواپیمایی                           | مقصدهای پروازی |
| ------------------------------------------- | --- |
| BRA Braathens Regional Airlines             | آره اوستشوند، آنگلهولم-هلسینگبورگ، گوتنبرگ-لاندوتر، هالمستاد، کالمار، مالمو، رونیبه، سوندسوال-ارنساند، ترولهتن ونشبوی، اومئو، ویزبه، واژو-اسمالند |
| بریتیش ایرویز اجرا توسط سان-ایر اسکاندیناوی | آرهوس |
| بروکسل ایرلاینز                             | بروکسل |
| فن‌ایر اجرا توسط نوردیک رجیونال ایرلاینز     | هلسینکی |